# 스키지 마스
스키지 마스(Skizzy Mars, 1993년 6월 8일 ~ )는 미국의 래퍼, 작곡가이다.